# Дряново
Дряново (болг. Дряново) — город в Болгарии. Находится в Габровской области, входит в общину Дряново. Население составляет 7,3 тыс. человек (2012).

## Политическая ситуация
Кмет (мэр) общины Дряново — Иван Илиев Николов (независимый) по результатам выборов.

## Достопримечательности
- Дряновский монастырь